# Kasempa (Distrikt)
Kasempa ist einer von elf Distrikten in der Nordwestprovinz in Sambia. Er hat eine Fläche von 21.860 km² und es leben 111.270 Menschen in ihm (2022). Sitz der Verwaltung ist Kasempa. Von dem Distrikt wurde 1978 der Distrikt Mufumbwe abgespalten. Der Distrikt Kasempa stammt aus dem Jahr 1904 und ist wahrscheinlich einer der ältesten in Sambia.

## Geografie
Der Distrikt befindet sich etwa 180 Kilometer nordwestlich von Lusaka. Er erhebt sich im Norden bis auf 1300 m und fällt nach Süden bis auf gut 1100 m ab. Die Südgrenze wird komplett von dem Fluss Kafue gebildet. Die Ostgrenze bilden zum Teil der Lunga und sein Nebenfluss Mushingashi. Die Nordgrenze bildet zum Teil der Nördliche Musondweji und die Westgrenze der Lufupa.
Der Distrikt grenzt im Westen an den Distrikt Mufumbwe, im Norden an Kalumbila und Solwezi und im Osten an Mpongwe in der Provinz Copperbelt, an Ngabwe in der Zentralprovinz und im Süden an Mumbwa, ebenfalls in der Zentralprovinz.
In Kasempa befindet sich der größte Teil des Kafue-Nationalparks.
Der Distrikt hat 22 Wards.

## Bevölkerung
Mit Mufumbwe, Mulobezi und Lavushimanda gehört der Distrikt zu den am dünnsten besiedelten Distrikten Sambias. Der dominante Stamm im Distrikt sind die Kaonde. Der Distrikt hat zwei traditionelle Herrscher: Senior Chief Kasempa und Chief Ingwe. Es gibt drei traditionelle Zeremonien. Dies sind Nsomo Ya ba-Kaonde, Lwandela und Nsakwa Ya ba-Kaonde. 
In der Stadt hat der Rat in den letzten sechs Monaten (2015) keine Eheschließungen registriert, da viele Menschen traditionelle Ehen bevorzugen.

## Wirtschaft

### Landwirtschaft
Der Distrikt ist dominiert von Subsistenzbauern. Kasempa ist das einzige Gebiet im Land, in dem Yamswurzel angebaut wird. Es werden auch Mais, Erdnüsse und Süßkartoffeln angebaut. Durch den Kafue und dessen Nebenflüsse ist der Distrikt wasserreich. Das unterstützt die Landwirtschaft. Zusätzlich wird dort Fischzucht betrieben und soll auch weiter entwickelt werden.

### Rohstoffe
Die Goldmine Kutoka Mema und mehrere Kupferminen sind eine Lebensgrundlage für viele Menschen im Distrikt. In der Gegend wird auch Kobalt abgebaut. Es gibt umfangreiche Bergbau- und Explorationstätigkeiten.
In der Zeit zwischen Juni und November wird Salz gewonnen, das zusammen mit dem aus Kaputa einen inländischen Marktanteil von 54,4 Prozent hat.

## Infrastruktur
Der Distrikt ist ländlich und arm. Nur fünf der 22 Wards haben Mobilfunkmasten. In dem Distrikt fehlen jegliche Form von Einkaufszentren oder touristischen Einrichtungen.
Trinkwasser ist ein Problem, da Bohrlöcher fehlen.

### Bildung
Mehrere Gesamtschulen wie in Kamusongola und Kalengwa wurden zu konventionellen Einrichtungen ausgebaut und werden von der Regierung betrieben.

### Gesundheit
Es gibt das Mukinge Mission Hospital. Allerdings werden die Rufe nach einem staatlichen Bezirkskrankenhaus lauter. 2015 befanden sich neun Gesundheitsposten im Bau sind. Die Regierung hat auch drei Krankenwagen für den Distrikt angeschafft, die eine große Rolle bei der Hilfe für die Kranken in weit entfernten Gebieten spielen. In der Kasempa Urban Clinic wurde auch eine Station für Gebärmutterhalskrebs eingerichtet.

### Verkehr
Die Hauptstadt Lusaka ist von der Stadt Kasempa über die asphaltierte Hauptstraße M8 erreichbar. Allerdings liegt sie auf der Straße über den Copperbelt etwa 550 Kilometer von Lusaka entfernt. Daher drängte der Distrikt seit langem auf den Ausbau der Straße von Kasempa nach Mumbwa um Stadt und Distrikt besser an die Landeshauptstadt anzubinden. Dies ist bisher (2022) noch nicht zufriedenstellend umgesetzt.
Neben der Straßen nach Mumbwa, sind auch die Straßen nach Kalulushi und die nach Kaoma, Arbeiten die durch die Regierung im Rahmen des „Projekts Link-Zambia 8000“ ausgeführt werden sollen.
Die Wege zu den Hauptstädten der benachbarten Distrikte sind schlecht, nur die Straßen nach Mwinilunga und Chavuma sind Schotterpisten. 